# Laurence Cottle
Laurence Cottle é um baixista britânico. Foi o baixista da banda Black Sabbath em 1989 (substituindo Bob Daisley), onde teve presença no álbum Headless Cross. Ele, também, foi o baixista de diversos artistas como Sting, Cher, Seal, Eric Clapton, Alan Parsons e Mike Oldfield. Atualmente, trabalha na sua banda solo de jazz, o "Laurence Cottle Big Band".